# 易卜拉欣·曾京
易卜拉欣·曾京（土耳其語：İbrahim Zengin，1931年—2013年7月10日），土耳其男子摔跤运动员。他曾代表土耳其参加1956年夏季奥林匹克运动会摔跤比赛，获得男子自由式次中量级银牌。